# بزرگراه مرگ
بزرگراه مرگ (به انگلیسی: Highway of Death؛ به عربی: طریق الموت) اشاره به حملهٔ آمریکا و بریتانیا بر نیروی‌های صدام در بزرگراهی شش خطه در خلال جنگ خلیج فارس دارد. نیروی‌های عراقی در حال بازگشت از شهر کویت (پایتخت کویت) به بصره بودند. از آنجا که تقریباً تمام نیروها باهم در حال برگشت بودند، تراکم نیروهای عراق افزایش یافت و همین امر باعث شد که آمریکا و بریتانیا فرصت را غنیمت و با جنگنده‌هایشان به‌طور ناگهانی به نیروی‌های صدام حمله کردند. به نقل از واشینگتن پست، شدت حملات جنگنده‌های آمریکایی به حدی سنگین بود که بسیاری از سربازان صدام زنده زنده در آتش سوختند. در این عملیات تلفات نیروی‌های عراق نزدیک به ۱۰٬۰۰۰ نفر و تلفات نیروی‌های متحد غربی هیچ بود.
اجرای این عملیات و شکست مفتضحانه نیروهای صدام، نقش به سزایی در پذیرش، تسلیم و ادامهٔ عقب‌نشینی آخرین نیروهای باقی ماندهٔ عراقی از سرزمین کویت داشت.